# 쉬안우구 (난징시)

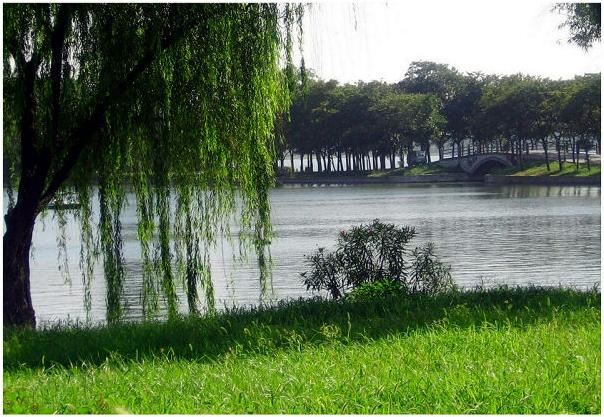

쉬안우구(한국어: 현무구, 중국어: 玄武区, 병음: Xuánwǔ Qū)는 중화인민공화국 장쑤성 난징시의 행정구역이다. 넓이는 73km2이고, 인구는 2007년 기준으로 500,000명이다.

## 행정 구역
8개 가도를 관할한다.
- 가도: 梅园新村街道, 新街口街道, 玄武门街道, 后宰门街道, 锁金村街道, 红山街道, 孝陵卫街道, 玄武湖街道.